# Ramanudža
Ramanudža ili Ramanudžačarja (1017?–1157; IAST: Rāmānujā) bio je indijski teolog, filozof, i jedan od najvažnijih predstavnika tradicije šri vajšnavizma u hinduizmu. Njegovi filozofski osnovi zasnovani na devocionalizmu uticali su na Bakti pokret.
Ramanudžin guru je bio Jadava Prakasa, naučnik koji je bio deo starije monaške tradicije Advajta Vedanta. Tradicija Šri Vajšnave tvrdi da se Ramanudža nije slagao sa svojim guruom i nedualistom Advajta Vedantom, te da je umesto toga sledio stope tradicije Tamil Alvarsa, utrte delima učenjaka Natamuni i Jamunačarja. Ramanudža je poznat kao glavni zagovornik potškole Višištadvajta od Vedanta, i njegovi učenici su verovatno bili autori tekstova poput Šatjajanije Upanišad. Sam Ramanudža je napisao uticajne tekstove, poput basje o Brahma sutrama i Bagavad Gite, svi od kojih su na sanskritu.
Njegova filozofija Višištadvajta (kvalifikovanog nedualizma) nadmetala se sa dvajtovskom (teističko dualističkom) filozofijom Madvačarje, i advajtnom (nedualističkom) filozofijom Adi Šankare. One uzete zajedno su tri najuticajnije vedantske filozofije drugog milenijuma. Ramanudža je predstavio epistemski i soteriološki značaj baktija, ili predanosti ličnom Bogu (Višnu u slučaju Ramanudže) kao sredstva za duhovno oslobođenje. Njegove teorije tvrde da postoji pluralnost i razlika između atmana (duše) i brahmana (metafizičke, krajnje stvarnosti), dok je takođe tvrdio da postoji jedinstvo svih duša i da pojedinačna duša ima potencijal da ostvari identitet sa brahmanom.

## Biografija
Ramanudža je rođen u tamilskoj porodici u selu Sriperumbudur, Tamil Nadu. Njegovi sledbenici u vajšnavskoj tradiciji pisali su hagiografije, od kojih su neke bile sastavljene vekovima nakon njegove smrti, a za koje tradicija veruje da su istinite.
Tradicionalni hagiografi Ramanudže navode da je on bio rođen od majke Kantimati i oca Asuri Kesava Somajadži, u Sriperumbuduru, u blizini današnjeg Čenaja, Tamil Nadu. Veruje se da je rođen u mesecu Čajtre pod zvezdom Tiruvadiraj. Oni njegov život postavljaju u period 1017–1137. godine, što daje životni vek od 120 godina. Ovi datumi su dovedeni u pitanje u modernoj naučnoj zajednici, na bazi hramskih zapisa i regionalne literature 11. i 12. veka izvan tradicije Šri Vajšnave, i naučnici moderne ere sugerišu da je Ramanudža verovatno živeo između 1077-1157 godine.
Ramanudža se oženio, preselio u Kančipuram, studirao u manastiru Advajta Vedanta sa Jadava Prakasom kao svojim guruom. Ramanudža i njegov guru često se nisu slagali u tumačenju vedskih tekstova, naročito Upanišada. Ramanudža i Jadava Prakasa su se razdvojili, a nakon toga Ramanudža je samostalno nastavio studije.
On je pokušao da upozna još jednog poznatog vedantskog naučnika iz 11. veka, Jamunačarja, ali tradicija Šri Vajšnave ukazuje na to da je potonji umro pre susreta, te da do susreta nije došlo. Ramanudža je bio praunuk Jamunačarje preko njegove unuke. Međutim, neke hagiografije tvrde da su se posmrtni ostaci Jamunačarje čudesno uzdigli i da je pri tom Ramanudža imenovan novim vođom šri vajšnavske sekte koju je prethodno predvodio Jamunačarja. Jedna hagiografija tvrdi da je nakon što je napustio Jadavu Prakasu, Ramanudža bio iniciran u šri vajšnavizam dejstvom Perija Nambija, takođe zvanog Mahapurna, koji je bio jedan od vedantskih naučnika. Ramanudža se odrekao svog bračnog života i postao hinduistički monah. Međutim, po navođenju Katarine Jang, istorijski dokazi o tome da li se Ramanudža vodio bračni život, ili se odrekao toga i postao monah su neizvesni.
Ramanudža je postao sveštenik u hramu Varadaradža Perumal (Višnu) u Kančipuramu, gde je počeo da propoveda da se mokša (oslobađanje i odvajanje od samsare) ne ostvaruje metafizičkim, nirguna brahmanom, već uz pomoć ličnog boga i sagune Višnua. Ramanudža je dugo uživao status najvišeg autoriteta u tradiciji Šri Vajšnave.

## Literatura
- Ayyangar, S. Krishnaswami; Chariar, Rajagopala; Rangacharya, M (1911). Sri Ramanujacharya: a Sketch of his Life and Times and his Philosophical System. G. A. Natesan & Co.
- C. J. Bartley (2013). The Theology of Rāmānuja: Realism and Religion. Routledge. стр. 1—4, 52—53, 79. ISBN 978-1-136-85306-7.
- Bryant, Edwin (2007). Krishna : A Sourcebook (Chapter 15 by Deepak Sarma). Oxford University Press. ISBN 978-0195148923.
- Carman, John (1974). The Theology of Rāmānuja: An essay in interreligious understanding. Yale University Press. ISBN 978-0300015218.
- Carman, John B. (1994). Majesty and Meekness: A Comparative Study of Contrast and Harmony in the Concept of God. Wm. B. Eerdmans Publishing. ISBN 978-0802806932.
- Dasgupta, Surendranath (1991). A history of Indian philosophy. Motilal Banarsidass Publisher. ISBN 9788120804081.
- Dalal, Roshen (2011). Hinduism: An Alphabetical Guide. Penguin Books India. стр. 339. ISBN 978-0-14-341421-6.
- Devamani, B. S. (1990). The Religion of Rāmānuja: A Christian Appraisal. Christian Literature Society.
- Duraisingh, Christopher (1979). Toward an Indian-Christian Theology, Rāmānuja's Significance a Study of the Significance of Rāmānuja's Theological Hermeneutics for an Indian-Christian Understanding of the Relation Between God and All-else. Harvard University Press.
- Jones, Constance; Ryan, James D. (2006), Encyclopedia of Hinduism, Infobase Publishing
- Lott, Eric J. (1976). God and the universe in the Vedāntic theology of Rāmānuja: a study in his use of the self-body analogy. Rāmānuja Research Society.
- Govindacharya, A. (1960). The Life of Rāmānuja. S. Murthy.
- Mayeda, Sengaku (2006). A thousand teachings : the Upadeśasāhasrī of Śaṅkara. Motilal Banarsidass. ISBN 978-81-208-2771-4.
- Rao, T. A. Gopinatha (1923). Sir Subrahmanya Ayyar Lectures on the History of Śrī Vaiṣṇavas. University of Madras, Government Press.
- Raghavachar, S. S. (2010). Vedartha Sangraha. Advaita Ashrama. ISBN 978-81-7505-118-8.
- Sampatkumaran, M. R. (1985). The Gītābhāṣya of Rāmānuja. Bombay: Ananthacharya Indological Research Institute.
- Sastri, K. A. Nilakanta (1955). A History of South India: From Prehistoric Times to the Fall of Vijayanagar. Oxford University Press.
- Sharma, Arvind (1978). Viśiṣṭādvaita Vedānta: A study. Heritage Publishers.
- Sharma, Chandradhar (1994). A Critical Survey of Indian Philosophy. Motilal Banarsidass. ISBN 978-81-208-0365-7.
- Aiyengar, C. R. Srinivasa (n.d). The life and teachings of Sri Ramanujacharya. R. Venkateshwar.
- Stoker, Valerie (2011). „Madhva (1238-1317)”. Internet Encyclopedia of Philosophy. Приступљено 2. 2. 2016.
- Subramanian, T. N. (1957). „South Indian Temple Inscriptions”. Madras Government Oriental Series, No. 157. 3 (2): 145—60.
- Barua, Ankur (2010). „God's Body at Work: Rāmānuja and Panentheism”. International Journal of Hindu Studies. 14 (1): 1—30. doi:10.1007/s11407-010-9086-z.
- Keith E. Yandell (2001). Faith and Narrative. Oxford University Press. ISBN 978-0-19-535128-6.

## Spoljašnje veze
Biografije
Radovi
- Ramanuja на сајту Пројекат Гутенберг (језик: енглески)
- Ramanudža на сајту Internet Archive (језик: енглески)

Drugo